# Alvin Toffler
Alvin Toffler (New York, 3 ottobre 1928 – Los Angeles, 27 giugno 2016) è stato un sociologo statunitense, che definiva sé stesso un futurologo.
Per molti anni ha studiato i mezzi di comunicazione di massa e il loro impatto sulla compagine sociale e sul mondo della cultura.
(Furio Colombo, Confucio nel computer da Alvin e Heidi Toffler, introduzione alla Magna Charta della Informazione, pagina 64)
Tra i suoi studi più significativi ricordiamo The Third Wave (La terza ondata) del 1980 e Powershift del 1991.

## La terza ondata
In questo testo Toffler disegna la storia dei media scandendola in tre "ondate": vecchi media, mass-media e nuovi media.

### Vecchi media
La prima ondata è quella dei mezzi di comunicazione chirografici (da chiros e grafos, mano e scrittura in greco) o old media. Essi sono fondamentalmente la scrittura e la stampa. È attraverso questi mezzi che l'uomo trovò il sistema per comunicare a distanza.
La scrittura venne infatti inventata nel terzo millennio avanti Cristo per conservare nel tempo le informazioni (inizialmente relative soprattutto alla vita economica – A è infatti la derivazione fonetica dell'ideogramma che indicava il capo di bestiame) e inviarle a destinatari distanti nello spazio. Spinto dall'esigenza di comunicare oltrepassando le barriere di spazio e tempo, l'uomo imparò dunque a fissare le informazioni su un sostegno permanente (il materiale scrittorio – pietra, argilla, papiro, carta), formulando l'informazione non oralmente ma graficamente (prima in modo pittografico, poi ideografico e infine alfabetico): il messaggio fissato attraverso il mezzo può essere infatti inviato lontano nello spazio o conservato nel tempo, per portare le informazioni a interlocutori lontani, a volte anche sconosciuti al mittente.
Anche se passano molti secoli tra la scrittura e la stampa e molti studiosi parlano di "rivoluzione della stampa" e inizio con essa di una nuova era, i due mezzi rientrano secondo Toffler nella stessa ondata. La stampa (inventata in Occidente nel XVI secolo da Gutenberg, sebbene in Oriente fosse già nota) non fa altro che rendere più semplice la riproduzione del messaggio sul materiale scrittorio: la macchina fa quello che prima l'uomo faceva a mano; il torchio a caratteri mobili fa (più velocemente e con meno fatica) quello che per tutto il Medioevo avevano fatto gli amanuensi: riproduce un testo. Con la stampa quindi l'unica innovazione è che il numero di testi scritti aumenta notevolmente, favorendo la circolazione dell'informazione e la diffusione del sapere. Si modifica cioè il volume della comunicazione, ma il modo di comunicare a distanza resta fondamentalmente lo stesso.
Una vera grande rivoluzione nei modi di comunicare si avrà soltanto con l'industrializzazione, tra Otto e Novecento: ovvero con la seconda ondata.

### Mass-media
La seconda ondata dei media è quella dei mezzi di comunicazione di massa o mass – media.
Con la rivoluzione industriale le esigenze di comunicare a distanza in tempi veloci incentivarono la ricerca nel settore della tecnologia della comunicazione: si susseguirono così una serie di scoperte che in poco tempo rivoluzionarono i modi di comunicare. Furono inventati tra fine Ottocento e primo Novecento telegrafo, radio, telefono, cinema, televisione. Questi mezzi di comunicazione offrivano straordinarie possibilità: essi innanzitutto consentivano di inviare lo stesso messaggio a un numero elevato di destinatari contemporaneamente e per questo sono denominati mezzi comunicazione di massa. Il volume di informazioni che era possibile inviare aumentava in questo modo in maniera straordinaria.
Le conseguenze dei mass-media sul mondo della cultura furono dunque di grande rilievo: in precedenza, infatti, l'accesso alle informazioni e al sapere era limitato e riservato solo alle élite.
I mass media consentivano inoltre di comunicare a distanza in tempo reale. Mentre con gli old media per inviare un messaggio a molti chilometri di distanza bisognava attendere tempi lunghi, con i mass-media il destinatario riceve il messaggio nello stesso momento in cui viene emesso, anche se è molto distante, proprio come se la comunicazione avvenisse a distanza zero. Le distanze spaziali vengono così annullate dai media. È così che anche la percezione dello spazio si modifica e distanze un tempo percepite come enormi non sembrano così insormontabili: la Terra diventa, secondo una famosa espressione di McLuhan, un villaggio globale, un'unica compagine in cui tutti sono collegati da una rete di comunicazione.

### Terza ondata
Il processo di trasformazione innescato dai mass-media ha raggiunto la sua acme, secondo Toffler, con la "terza ondata", che corrisponde alla fine del secondo millennio, con l'avvento dei cosiddetti self-media (cellulare, internet, DVD, satellitare, realtà virtuale). Questi nuovi mezzi di comunicazione consentono un uso più personale e autonomo del media: i mass media inviavano messaggi alle masse, ma i mittenti erano relativamente esigui. Con i self media la comunicazione torna ad essere principalmente "uno ad uno", ma praticamente tutti vi hanno accesso sia come destinatari che come mittenti (tutti possono trovare informazioni sulla rete Internet, ma anche immettere informazioni; tutti possono ricevere filmati di tipo televisivo, ma possono anche trasmettere filmati via cellulare).
Lo straordinario progresso tecnologico del Novecento ha fatto sì che:
- le macchine per comunicare (elettriche ed elettroniche) diventassero sempre più potenti e sofisticate, per cui la quantità di informazioni trasmissibili fosse potenzialmente infinita;
- i mezzi di comunicazione diventassero sempre più piccoli, maneggevoli ed economici (il primo computer elettronico occupava una stanza di 200 metri quadrati, mentre oggi un tablet computer (molti ordini di grandezza più potente) arriva a stare nel palmo di una mano. Il primo telefono cellulare in commercio pesava più di un chilogrammo e costava oltre due milioni di Lire; oggi un cellulare di medio profilo tecnologico pesa meno di cento grammi e costa circa 70 Euro);

- le tecnologie venissero intrecciate tra di loro (dall'incrocio tra telefono e fotocopiatrice è nato il fax; dall'incrocio tra telefono e videoscrittura la posta elettronica) per cui si diffonde sempre di più la multimedialità. Il termine multimediale indica che nello stesso messaggio sono contenute e veicolate contemporaneamente informazioni afferenti a più canali sensoriali (sonoro, verbale scritto e orale, iconico, mimico gestuale). La multimedialità era in questo senso nata già nell'epoca dei mass-media, quando all'immagine in movimento del cinema muto venne aggiunto il sonoro. Con la terza ondata essa è diventata un carattere pervasivo della comunicazione, in continua espansione (dall'sms all'mms; dalla telefonia cellulare al videotelefono).

La terza ondata dei media ha portato alle estreme conseguenze il processo che si era attivato già nell'ondata precedente. L'abbattimento delle barriere spazio-temporali è completo: si può comunicare ovunque con chiunque.

## La guerra disarmata
Nell'opera vengono confrontati la struttura e gli obiettivi della società nel tempo attraverso la fase della guerra. Ma, a differenza di molti autori (come Richard Rosencrance con In Rise of the Trading State, Paul Kennedy con Ascesa e declino delle grandi potenze, Edward Luttwak con il concetto di "Geoeconomia", C.Fred Bergsten e Lester Thurow  che tutti insieme rispolverano la vecchia teoria di sostituire il confronto da militare ad economico), coniugi Toffler arrivano, invece, a ipotizzare una "Guerra di Civiltà" tra le società delle tre economie: fisiocratica, industriale e della conoscenza, dove la "Geoinformatica" o meglio delle macro-aree regionali ricche e con più nazioni unite tra loro (Nord America, Europa Occidentale...) formano delle zone di reti più interconnesse che nelle aree povere e poco istruite del mondo.
(Alvin e Heidi Toffler, La guerra disarmata, pp. 26-27)